# Birgit Schwebs
Birgit Schwebs (* 23. Januar 1962 in Altwarp) ist eine deutsche Landespolitikerin der Partei Die Linke. Die studierte Philosophin und Pädagogin war 1998 bis 2011 MdL des Landtages Mecklenburg-Vorpommern. Von November 2008 bis zu ihrem Ausscheiden aus dem Landtag war sie Vorsitzende des Finanzausschusses. 
Sie kandidierte zuletzt im Wahlkreis 11 (Bad Doberan I) und zog über die Landesliste in den Landtag ein. Zur Landtagswahl im Jahr 2011 wurde sie nicht wieder aufgestellt. 
Birgit Schwebs war bis 2011 Vorsitzende des Kreisverbandes Bad Doberan ihrer Partei.
Im März 2006 unterzeichnete Schwebs den Gründungsaufruf der vom Bundesamt für Verfassungsschutz (BfV) beobachteten, als linksextremistisch eingestuften Antikapitalistischen Linken (AKL). 2011 unterschrieb sie gemeinsam mit Torsten Koplin, Barbara Borchardt und anderen führenden Linken ihres Landesverbandes ein Papier, in dem der Bau der Berliner Mauer gelobt und als „für die Führungen der Sowjetunion und der DDR ohne vernünftige Alternative“ beschrieben wird. Das demokratische West-Berlin sei zur „Destabilisierung der DDR“ genutzt worden. Der Eiserne Vorhang stehe für „eine Periode friedlicher Koexistenz in Europa“.
Schwebs ist konfessionslos, verheiratet und hat ein Kind. Sie wohnt im Satower Ortsteil Hanstorf.